# Zacum
Zacum (em árabe: زقوم; romaniz.: Zaqqum) é uma árvore espinhosa que cresce no Jaanã, o inferno muçulmano. Possui fruto amargo e espinhoso e tem a forma de cabeças de demônios, chamadas guislins, que os condenados, Jatium, devem comer, aumentando seus tormentos.